# Stratégie de lutte contre le terrorisme du Qatar
 (décembre 2023).
Le Qatar a adopté une politique étrangère plus indépendante au milieu des années 1990 et a pris le rôle diplomatique d'un médiateur dans les conflits au sein des États arabes et joue de plus en plus des rôles actifs dans les campagnes antiterroristes mondiales et la maintien de la paix,. La politique du Qatar de lutte contre le terrorisme implique une combinaison de promulgation de lois antiterroristes pour la sécurité des terres domestiques et la médiation entre les groupes terroristes internationaux désignés et les États en utilisant sa «politique de porte ouverte», pour faciliter les pourparlers de paix,.
Pendant la guerre de Gaza de 2014, le secrétaire d'État américain John Kerry s'est aligné avec le Qatar et la Turquie pour utiliser leurs relations avec le Hamas pour faire pression sur le groupe pour mettre fin au conflit avec Israël. Le Qatar était le seul État arabe aux liens diplomatiques avec Israël,,. Le Qatar a participé à des médiations au Liban, au Soudan, au Yémen et dans les conflits frontaliers entre Djibouti et l'Érythrée en 2008.
Le Qatar a commencé à adopter des lois antiterroristes et à poursuivre des suspects de terreur et des financiers désignés vivant sur son territoire en 2003,.
En 2017, le Qatar a signé un accord avec les États-Unis pour lutter contre le financement du terrorisme. Le Qatar accueille une base militaire américaine pour des opérations au Moyen-Orient et donne des fonds et des armes à l'OTAN et à d'autres organisations pour des opérations de lutte contre le terrorisme dans la région. Les États-Unis décrivent la coopération contre le terrorisme du Qatar après l'attaque du 11 septembre comme «significative».

## Histoire
The Middle East Journal a écrit que l'objectif de médiation du Qatar est la «survie de l'État» et le «désir de prestige international». Le Qatar est devenu notable dans la politique internationale; et une figure clé des affaires arabes dans les deux décennies suivant sa politique étrangère indépendante. La stratégie clé de sa politique étrangère et de sa médiation est sa neutralité dans la médiation et l'utilisation de sa richesse dans les partis antagonistes pacifiés pour régler les conflits.
En 1991, le Qatar a signé un accord de coopération en matière de défense avec les États-Unis après une opération militaire conjointe, l’opération Bouclier du désert (en anglais Desert Shield).
En 2003, les États-Unis ont déménagé son centre d'opération aérien de combat et d'autres installations militaires pour le Moyen-Orient hébergées à la base aérienne du prince Sultan en Arabie saoudite à la Base militaire d'Al-Udeid à Doha. La base aérienne sert de commandement central américain (CENTCOM) pour toutes ses opérations militaires, y compris en Afghanistan et en Irak.
Le Qatar est le deuxième plus grand contributeur au Fonds d’affectation spéciale des Nations Unies pour la lutte contre le terrorisme parmi 36 donateurs. En mars 2022, le quatrième dialogue stratégique de haut niveau entre l’État du Qatar et le Bureau des Nations Unies pour la lutte contre le terrorisme a discuté des priorités stratégiques et de la collaboration pour un soutien efficace des Nations Unies aux États membres en matière de lutte contre le terrorisme.
En outre, un atelier régional sur la lutte contre les déplacements des terroristes, organisé par le Bureau de lutte contre le terrorisme des Nations Unies et l’Organisation internationale pour les migrations en partenariat avec le ministère de l’Intérieur du Qatar, a eu lieu à Doha du 27 au 29 janvier 2025. L'atelier, organisé dans le cadre du Programme des Nations Unies pour la lutte contre les voyages terroristes, visait à améliorer la coopération régionale dans la détection des terroristes et des criminels graves utilisant les données des passagers (API et PNR), à faciliter l'échange d'informations avec l'industrie des transports et à établir un groupe de travail régional informel sur l'API et le PNR pour les États membres du Moyen-Orient et de l'Afrique du Nord.

## Médiation

### L'Afghanistan, les Talibans et les États-Unis
En 2012, l'administration Obama a demandé au Qatar d'accueillir des dirigeants talibans dans le cadre de sa «politique de porte ouverte» pour aider la paix à la conversation après que les talibans aient exprimé leur préférence pour le Qatar car selon les Talibans, le Qatar est un emplacement neutre avec des relations équilibrées avec toutes les parties et a un Statut prestigieux dans le monde islamique.

## Coopération militaire
Le Qatar accueille la plus grande base aérienne militaire des États-Unis à l'étranger à la Base militaire d'Al-Udeid depuis 2003 après sa réinstallation d'Arabie saoudite. Toutes les opérations de lutte contre le terrorisme américain au Moyen-Orient, y compris l'Afghanistan et l'Irak, ont été menées à partir de la base du Qatar.